# Архиепархия Брисбена

Герб архиепархии Брисбена

 Архиепархия Брисбена  (лат. Archidioecesis Brisbanensis) — архиепархия Римско-Католической церкви с центром в городе Брисбен, Австралия. В митрополию Брисбена входят епархии Кэрнса, Рокгемптона, Таунсвилла, Тувумбы. Кафедральным собором архиепархии Брисбена является собор святого Стефана.

## История
12 апреля 1859 года Святой Престол учредил епархию Брисбена, выделив её из архиепархии Сиднея. В этот же день епархия Брисбена вошла в митрополию Сиднея.
30 января 1877 года и 29 декабря 1882 года епархия Брисбена передала часть своей территории в пользу возведения новых апостольского викариата Квинсленда (сегодня — Епархия Кэрнса) и епархии Рокгемптона.
10 мая 1887 года епархия Брисбена была возведена в ранг архиепархии.
28 мая 1929 года архиепархия Брисбена передала часть своей территории в пользу возведения новой епархии Тувумбы.

## Ординарии архиепархии
- епископ Джеймс Куинн (14.04.1859 — 18.08.1881);
- архиепископ Роберт Данн[англ.] (3.01.1882 — 13.01.1917);
- архиепископ Джеймс Дьюиг[англ.] (13.01.1917 — 10.04.1965);
- архиепископ Патрик Мэри О’Доннелл[англ.] (10.04.1965 — 5.03.1973);
- архиепископ Фрэнсис Робертс Раш[англ.] (5.03.1973 — 3.12.1991);
- архиепископ Джон Алексиус Батерсби[англ.] (3.12.1991 — 14.11.2011);
- архиепископ Марк Бенедикт Колридж[англ.] (2.04.2012 — 18.06.2025);
- архиепископ Шейн Маккинли[англ.] (18.06.2025 — по настоящее время).

## Источник
- Annuario Pontificio, Libreria Editrice Vaticana, Città del Vaticano, 2003, ISBN 88-209-7422-3